# Копійковський Федір Миколайович
Федір Миколайович Копійковський (4 (17) липня 1913, с. Іванківці, нині Лановецького району Тернопільської області — 1958, м. Кременець) — український живописець.

## Біографія
Закінчив школу в с. Білозірка (нині Лановецького району), художню школу в місті Львів (1934).
1939 вчителював у містечку Ланівці, 1940-1941 — директор школи в Іванківцях, 1941-1944 — учитель у селі Молотків Лановецького району.
1945—1947 — бухгалтер сільпо[уточнити].
Від 1947 — художник у Кременецькому краєзнавчому музеї.

## Творчість
Основні твори
- «Вигляд на Замкову гору» (1947);
- «Туницька церква» (1949);
- «Коноплі» (1950) та ін.

Окремі твори зберігаються у Кременецькому краєзнавчому музеї.